# 突進花嫁
『突進花嫁』（とっしんはなよめ）は1933年に日本で制作されたサイレント映画。宝塚キネマ製作。

## スタッフ
- 監督 : 大江秀夫
- 脚本 : 八代梨江
- 原作 : 八代梨江
- 撮影 : 柾木四平

## キャスト
- 隼秀人
- 花柳嘉代子
- 清水綾子
- 曽根譲